# Vasile Siminel

Vasile Siminel

Vasile Siminel (n. 2 iunie 1921 – d. 25 aprilie 2014) a fost un specialist în domeniul ameliorării, producerii semințelor și geneticii plantelor agricole, care a fost ales ca membru corespondent al Academiei de Științe a Moldovei (1978).